# Cabela's Dangerous Hunts 2
Cabela's Dangerous Hunts 2 är ett 2005-jakdatorspel publicerat av Sand Grain Studios och Cabela's. Det är en uppföljare till 2003-spelet Cabelas Dangerous Hunts.